# NGC 4510
NGC 4510 is een elliptisch sterrenstelsel in het sterrenbeeld Draak. Het hemelobject werd op 9 september 1866 ontdekt door de Duits-Deense astronoom Heinrich Louis d'Arrest.

## Synoniemen
- UGC 7679
- MCG 11-15-58
- ZWG 315.41
- PGC 41489